# Alain Dodier
Alain Dodier (Duinkerke, 2 mei 1955) is een Frans stripauteur. Hij is vooral bekend door zijn langlopende stripreeks Jerome K. Jerome Bloks.

## Biografie
Alain Dodier werd geboren in Duinkerke in een arbeidersmilieu. Zijn vader was dokwerker. Na zijn middelbare school probeerde hij aan de slag te gaan als striptekenaar maar zonder succes. Hij werkte daarna twee jaar als postbode en deed zijn militaire dienst. Na een ontmoeting met streekgenoot Makyo (Pierre Fournier), die zijn scenarist zou worden, slaagde Dodier er toch in door te breken in de stripwereld. Hij tekende eerst in een karikaturale stijl (Janotus/Pijannot, Gully). Vanaf de strip Jerome K. Jerome Bloks evolueerde hij steeds meer naar een realistische tekenstijl.  

## Werk
- Janotus/Pijannot (Loup) (onvertaald naar het Nederlands)
- Gully (Dupuis)
- Jerome K. Jerome Bloks (Dupuis)

- Biblioteca Nacional de España: XX1041703
- Bibliothèque nationale de France: cb12017638p (data)
- Catàleg d'autoritats de noms i títols de Catalunya: 981058508808606706
- Gemeinsame Normdatei: 13362921X
- International Standard Name Identifier: 0000 0001 2099 0927
- Library of Congress Control Number: no2017165402
- Nationale Bibliotheek van Tsjechië: pna20181009408
- Nederlandse Thesaurus van Auteursnamen: 069224390
- Système universitaire de documentation: 028315049
- Virtual International Authority File: 11041195